# United States Life-Saving Service
L'United States Life-Saving Service était un organisme gouvernemental des États-Unis né d'efforts humanitaires privés et locaux pour sauver la vie des naufragés et des personnes en train de se noyer. Il a ouvert en 1848 et a finalement fusionné avec l'United States Revenue Cutter Service pour former la United States Coast Guard en 1915.